# Концентратор кисеоника
Концентратор кисеоника је уређај који концентрише кисеоник из гасне смеше (обично амбијенталног ваздуха) тако што селективно уклања азот како би се добила гасна струја обогаћена кисеоником. Користе се у индустрији, за обезбеђивање додатног кисеоника на великим надморским висинама и као медицински уређаји за терапију кисеоником.
Концентратори кисеоника се широко користе за снабдевање кисеоником у здравственим установама, посебно тамо где је течни или компримовани кисеоник превише опасан или непрактичан, као што су домови или преносиве клинике. Такође могу представљати економичан извор кисеоника у индустријским процесима, где су познати и као генератори кисеоника или постројења за производњу кисеоника. Два метода која се често користе су адсорпција променљивим притиском (PSA) и мембранско одвајање гасова.
Концентратори кисеоника који користе адсорпцију променљивим притиском (PSA) користе молекуларно сито за адсорбовање гасова и раде на принципу брзе адсорпције атмосферског азота на зеолитне минерале под високим притиском. Овај тип адсорпционог система је стога функционално чистач азота, омогућавајући осталим атмосферским гасовима да прођу, остављајући кисеоник као примарни преостали гас. PSA технологија је поуздана и економична техника за производњу кисеоника малог до средњег обима. Криогено одвајање је погодније за веће количине.
Одвајање гасова кроз мембрану је процес вођен притиском, где је покретачка сила разлика у притиску између улаза сировине и излаза производа. Мембрана која се користи у процесу је углавном непорозан слој, тако да неће доћи до значајног цурења гаса кроз мембрану. Перформансе мембране зависе од пропустљивости и селективности. На пропустљивост утиче величина молекула; већи молекули гаса имају нижи коефицијент дифузије. Опрема за мембранско одвајање гасова обично пумпа гас у мембрански модул, а циљани гасови се одвајају на основу разлике у дифузивности и растворљивости. На пример, кисеоник ће бити одвојен од амбијенталног ваздуха и сакупљен на узводној страни, док ће азот бити на низводној. Према подацима из 2016. године, мембранска технологија је могла да произведе 10 до 25 тона кисеоника концентрације од 25 до 40% дневно.

## Историја
Кућни медицински концентратори кисеоника почели су да се производе раних 1970-их, а производња ових уређаја се повећала крајем те деценије. Union Carbide и Bendix Corporation су били међу првим произвођачима. Пре те ере, кућна медицинска терапија кисеоником захтевала је употребу тешких боца са кисеоником под високим притиском или малих криогених система са течним кисеоником. Оба ова система испоруке захтевала су честе посете добављача ради допуне залиха кисеоника. У Сједињеним Државама, систем здравственог осигурања Medicare је средином 1980-их прешао са плаћања по услузи на фиксну месечну накнаду за кућну терапију кисеоником, што је навело индустрију трајне медицинске опреме (DME) да брзо прихвати концентраторе као начин контроле трошкова. Ова промена у надокнади драматично је смањила број система за испоруку кисеоника под високим притиском и течног кисеоника који су се тада користили у домовима у САД. Концентратори кисеоника су постали преферирани и најчешћи начин испоруке кућног кисеоника. Број произвођача на тржишту концентратора кисеоника значајно се повећао као резултат ове промене. Компанија Union Carbide је 1950-их изумела молекуларно сито, што је омогућило настанак ових уређаја. Такође је 1960-их изумела прве криогене системе за кућну медицинску употребу течног кисеоника.

## Како раде концентратори кисеоника
Концентратори кисеоника који користе технологију адсорпције променљивим притиском (PSA) широко се користе за снабдевање кисеоником у здравству, посебно тамо где су течни или компримовани кисеоник превише опасни или непрактични, као што су домови или преносиве клинике. За друге сврхе, постоје и концентратори засновани на технологији мембрана за одвајање азота.
Концентратор кисеоника усисава ваздух и уклања из њега азот, остављајући гас обогаћен кисеоником за употребу од стране људи којима је потребан медицински кисеоник због ниског нивоа кисеоника у крви. Концентратори кисеоника пружају економичан извор кисеоника у индустријским процесима, где су познати и као генератори кисеоника или постројења за производњу кисеоника.

### Адсорпција променљивим притиском
Ови концентратори кисеоника користе молекуларно сито за адсорпцију гасова и раде на принципу брзе адсорпције атмосферског азота на зеолитне минерале под високим притиском. Овај тип система је стога функционално чистач азота, омогућавајући пролаз осталим атмосферским гасовима, остављајући кисеоник као главни преостали гас. PSA технологија је поуздана и економична техника за производњу кисеоника малог до средњег обима. Криогено одвајање је погодније за веће количине.
Концентратор кисеоника има компресор за ваздух, два цилиндра испуњена зеолитним пелетима, резервоар за изједначавање притиска, и неколико вентила и цеви. У првој половини циклуса, први цилиндар прима ваздух из компресора, што траје око 3 секунде. За то време, притисак у првом цилиндру расте са атмосферског на око 2,5 пута већи од нормалног атмосферског притиска (обично 20 psi/138 kPa, или 2,36 атмосфера апсолутног притиска) и зеолит постаје засићен азотом. Како први цилиндар достигне скоро чист кисеоник (са малим количинама аргона, CO₂, водене паре, радона и других мањих атмосферских компоненти), отвара се вентил и гас обогаћен кисеоником тече у резервоар за изједначавање притиска, који се повезује са цревом за кисеоник пацијента. На крају прве половине циклуса, долази до промене положаја вентила тако да се ваздух из компресора усмерава у други цилиндар. Притисак у првом цилиндру опада док се обогаћени кисеоник премешта у резервоар, омогућавајући десорпцију азота назад у гасовито стање. На половини другог дела циклуса, долази до још једне промене положаја вентила како би се гас из првог цилиндра испустио у амбијенталну атмосферу, спречавајући да концентрација кисеоника у резервоару падне испод 90%. Притисак у цреву које испоручује кисеоник из резервоара одржава се стабилним помоћу редукционог вентила.
Старији уређаји су радили у циклусима од око 20 секунди и испоручивали до 5 литара у минути кисеоника концентрације 90+%. Од око 1999. године, доступни су уређаји који могу испоручити до 10 L/min. Класични концентратори кисеоника користе два слоја молекуларних сита; новији концентратори користе вишеслојна молекуларна сита, што повећава доступност и поузданост.

### Мембранско одвајање
Код мембранског одвајања гасова, мембране делују као пропусна баријера кроз коју се различита једињења крећу различитим брзинама или уопште не пролазе. Смеше гасова се могу ефикасно одвојити помоћу синтетичких мембрана направљених од полимера као што су полиамид или целулозни ацетат, или од керамичких материјала.
Док су полимерне мембране економичне и технолошки корисне, ограничене су својим перформансама, што је познато као Робсонова граница (пропустљивост се мора жртвовати ради селективности и обрнуто). Ово ограничење утиче на употребу полимерних мембрана за одвајање CO₂ из димних гасова, јер транспорт масе постаје ограничавајући фактор, а одвајање CO₂ постаје веома скупо због ниске пропустљивости. Материјали за мембране су се проширили на силицијум-диоксид, зеолите, метал-органске структуре и перовските, због њихове јаке термичке и хемијске отпорности, као и високе подесивости, што доводи до повећане пропустљивости и селективности.

## Примене
Медицински концентратори кисеоника се користе у болницама или код куће за концентрисање кисеоника за пацијенте. PSA генератори представљају исплатив извор кисеоника. Они су сигурнија, јефтинија, и практичнија алтернатива боцама са криогеним кисеоником или цилиндрима под притиском. Могу се користити у различитим индустријама, укључујући медицину, фармацеутску производњу, третман воде и производњу стакла.
PSA генератори су посебно корисни у удаљеним или неприступачним деловима света или у мобилним медицинским установама (војне болнице, установе за катастрофе).

### Преносиви концентратори кисеоника
Од раних 2000-их, многе компаније су почеле да производе преносиве концентраторе кисеоника. Ови уређаји обично производе еквивалент од једног до пет литара у минути континуираног протока кисеоника и користе неку верзију пулсног или "протока на захтев" за испоруку кисеоника само када пацијент удише. Они такође могу да обезбеде пулсеве кисеоника како би обезбедили веће интермитентне протоке или смањили потрошњу енергије.
Америчка Федерална управа за ваздухопловство (FAA) одобрила је употребу преносивих концентратора кисеоника у комерцијалним авио-компанијама. Међутим, корисници ових уређаја треба унапред да провере да ли је одређени бренд или модел дозвољен у одређеној авио-компанији.
Обично се концентратори кисеоника са "протоком на захтев" или пулсним протоком не користе док пацијенти спавају, јер уређај можда неће моћи да детектује када пацијент који спава удише. Неки већи преносиви концентратори кисеоника су дизајнирани да раде и у режиму континуираног протока, који се сматра безбедним за ноћну употребу када се користи заједно са CPAP апаратом.

### Алтернативне примене
Пренамењени медицински концентратори кисеоника или специјализовани индустријски концентратори кисеоника могу се користити за рад са малим оксиацетиленским или другим горионицима на гориви гас за сечење, заваривање и стаклодувачке радове.

### Примена у индустрији
- Индустрија папира: Кисеоник је потребан за бељење целулозе процесом оксидације како би папир био бео.
- Индустрија стакла: За топљење сировина користе се велике пећи. Кисеоник појачава пламен како би се постигла виша температура потребна за производњу стакла.
- Хемијска индустрија: Кисеоник је потребан за оксидацију различитих хемикалија ради стварања жељених супстанци.

## Безбедност
У клиничким и хитним ситуацијама, концентратори кисеоника имају предност јер нису толико опасни као боце са кисеоником, које, ако се оштете или процуре, могу значајно повећати брзину сагоревања ватре. Због тога су концентратори кисеоника посебно корисни у војним или кризним ситуацијама, где боце са кисеоником могу бити опасне или непрактичне.
Концентратори кисеоника се сматрају довољно поузданим да се пацијентима могу прописати за кућну употребу. Обично се користе као додатак CPAP терапији код тешке апнеје у сну. Постоје и друге медицинске примене, укључујући ХОБП и друге респираторне болести.
Особе које зависе од концентратора кисеоника код куће могу се наћи у животној опасности ако дође до нестанка струје током природне катастрофе.

## Индустријски концентратори кисеоника
Индустријски процеси могу користити много веће притиске и протоке од медицинских јединица. Да би се задовољила та потреба, развијен је други процес, назван адсорпција променљивим вакуумом (VSA). Овај процес користи један вентилатор ниског притиска и вентил који обрће проток кроз вентилатор тако да се фаза регенерације одвија под вакуумом. Генератори који користе овај процес се продају у индустрији аквакултуре. Индустријски концентратори кисеоника се често називају генератори кисеоника како би се разликовали од медицинских концентратора кисеоника, наглашавајући да нису медицински уређаји одобрени за директну употребу поред пацијента.

## Током пандемије ковида-19
Пандемија ковида 19 је повећала потражњу за концентраторима кисеоника. Током пандемије, развијени су концентратори кисеоника отвореног кода, који су се локално производили — по ценама нижим од увозних производа — и користили, посебно током таласа пандемије у Индији.

## Доступност у Србији
У Србији су концентратори кисеоника доступни и на слободном тржишту и преко система обавезног здравственог осигурања.
Приватно тржиште
На тржишту Србије могуће је купити нове и половне, као и изнајмити концентраторе кисеоника. Доступни су стационарни и преносиви (портабилни) модели различитих произвођача.
Систем здравственог осигурања
Концентратори кисеоника спадају у групу медицинско-техничких помагала која се обезбеђују из средстава обавезног здравственог осигурања, према Правилнику о медицинско-техничким помагалима Републичког фонда за здравствено осигурање (РФЗО). Осигурана лица имају право на:
- Концентратор кисеоника протока до 5 L/min.
- Портабилни-преносни концентратор кисеоника протока до 3 L/min.

## Видети још
- Мембрана за одвајање азота
- Терапија кисеоником
- Преносиви концентратор кисеоника
- Мембранско одвајање гасова